# Seru Grandi (plaats)
Seru Grandi is een plaats in Curaçao. Het bevindt zich ten noorden van de Tafelberg in het oosten van het eiland. Het dorp Fuik behoort administratief tot Seru Grandi.

## Geschiedenis
Seru Grandi betekent grote berg en verwijst naar een heuvel in het midden van het gebied. Het was een plantagegebied. In 1863 werd de slavernij afgeschaft, en bouwden de voormalige slaven hutjes in de buurt van de plantages.
In 1875 werd een fosfaatmijn gesticht op de Tafelberg. Een deel van de arbeiders vestigden zich in Seru Grandi. Het gebied rond Seru Grandi is landelijk gebleven en bevat veel bos en wildernis.

## Overzicht
Seru Grandi kent een bevolkingsafname. Het wordt voornamelijk bewoond door autochtonen. De inkomens in de plaats liggen beneden het gemiddelde en er is veel armoede. Er zijn veel kunukuhuizen, voormalige slavenwoningen, die nog steeds bewoond zijn. De voorzieningen zijn beperkt. Met uitzondering van twee toko's (kleine winkels) en een snackbar zijn er geen winkels. Qua veiligheid scoort Seru Grandi zeer goed, en er is geen sprake van een probleemwijk.

## Fuik
Fuik was een plantage gebaseerd op veeteelt en zoutpannen. Rond 1910 werd de plantage verlaten. Het dorp Fuik heeft veel houten huisjes. Het moet niet verward worden met de Fuikbaai, dat zich aan de andere kant van de Tafelberg bevindt bij het dorp Nieuwpoort, en waar jaarlijks de Fuikdag wordt georganiseerd.